# Рейнска провинция
Рейнската провинция (на немски: Rheinprovinz, Provinz Rheinland, Rheinpreußen, die Rheinlande) е провинция на Прусия от 1822 до 1945 г.

## История
Създадена е на 22 юни 1822 г. и съществува до ликвидирането на Кралство Прусия и на Свободната държава Прусия (Freistaat Preußen, 1918 – 1933/1947) след Втората световна война през 1945 г. Тя обхващала Рейнланд между Бинген на Рейн и Клеве. Център на провинцията бил град Кобленц.
През май 1939 г. провинцията има площ от 24 477 км² и 7 931 942 жители, а през 1905 г. има площ от 26 995 км² и 6 435 778 жители.